# Rafael Eitan
Rafael Eitan (in ebraico רפאל איתן‎?) (Tel Adashim, 11 gennaio 1929 – Ashdod, 23 novembre 2004) è stato un generale e politico israeliano.
Generale, ramatkal delle Forze di Difesa Israeliane, poi uomo politico e parlamentare nella Knesset, era soprannominato Rafoul dai suoi amici e sostenitori.
Eytan nacque nel 1929 a Tel Adashim, nella Palestina sotto Mandato britannico e crebbe nel moshav Tel ‘Adashim, dove rimase per gran parte della sua vita.

## Origine
S'è detto che la famiglia Eitan fosse d'origine Subbotnik, un insieme di discendenti di contadini cristiani che avevano rotto con la fede e la tradizione cristiana, sotto il regno dell'Imperatrice Caterina II di Russia, alla fine del XVIII secolo per convertirsi al Giudaismo. La rivista israeliana Hadassah scriveva nel 2006 che «Iosif Trumpeldor, l'eroe della battaglia di Tel Hai, era quasi certamente un Subbotnik, così come il maggior generale Rafael Eitan, ex capo di Stato Maggiore».

## Carriera militare

### Prime battaglie
Eytan, in quanto giovane ufficiale nell'unità di élite del Palmach, prese parte alla Guerra arabo-israeliana del 1948 che consentì la nascita dello Stato d'Israele. Combatté a Gerusalemme e fu ferito alla testa nel prendere il monastero San Simone nell'aprile del 1948. In seguito raggiunse il 10º Battaglione di fanteria nella regione del Negev.
Nel 1954 il capitano Eytan divenne comandante di un gruppo dell'Unità 101 di paracadutisti. Fu ferito nel 1955 nel corso di un raid militare in Siria (Operazione Kinereth). Nel 1956, comandò una compagnia di paracadutisti nel corso della Guerra israelo-egiziana del 1956 e partecipò all'attacco del 29 ottobre ai Passi di Mitla.
Nel giugno 1967 comandò da colonnello una brigata di paracadutisti sul fronte della Striscia di Gaza e fu di nuovo gravemente ferito alla testa nell'azione di avvicinamento al Canale di Suez.
Nel 1969 passò alla fanteria israeliana e divenne comandante di divisione. Partecipò in questa veste all'arresto dell'offensiva dell'esercito siriano sulle alture del Golan nel corso della guerra del Kippur dell'ottobre del 1973. Distrusse di persona con un bazooka carri armati siriani che avanzavano all'attacco. Eytan divenne maggior generale e comandante della Regione Nord.

### Capo di Stato Maggiore
Eytan fu promosso generale il 1º aprile 1978 e Ezer Weizman lo nominò in seguito Capo di Stato Maggiore delle Forze di Difesa Israeliane. Eytan cominciò con l'adottare misure tese ad accrescere la disciplina e l'efficacia delle forze armate israeliane e con la riduzione degli effettivi.
Dovette poi realizzare il ridispiegamento dell'esercito dal Sinai a seguito della sua restituzione all'Egitto nel quadro del Trattato di pace israelo-egiziano del 1979. Nell'aprile 1982 partecipò con Ariel Sharon alla demolizione della città israeliana di Yamit nel Sinai.
Divenne noto in questa sua funzione di Capo di Stato Maggiore per il suo progetto d'integrazione nelle forze armate dei giovani provenienti da classi sociali meno abbienti, al fine di formarli a professioni che avrebbero consentito a costoro l'opportunità di un'ascesa sociale. Tsahal avrebbe in tal modo aiutato tali giovani a terminare i loro studi secondari.
Eytan approvò l'attacco aereo israeliano contro il sito di Osirak, sospettato d'essere un sito di sviluppo di armi nucleari irachene.

### Guerra nel Libano
Il 3 giugno 1982 il gruppo terroristico palestinese di Abu Nidal tentò di assassinare l'ambasciatore israeliano a Londra, Shlomo Argov, e lo ferì gravemente. Tsahal rispose bombardando i campi profughi palestinesi in Libano.
Le inevitabili repliche palestinesi con lanci di ordigni missilistici contro il settentrione israeliano portò il 4 giugno alla decisione d'Israele di penetrare in Libano con la cosiddetta "Operazione Pace in Galilea". L'azione iniziò il 6 giugno e si trasformò in breve in una vera e propria invasione del Libano, che aveva tra gli scopi anche quello di aiutare il Presidente libanese falangista, Bashir Gemayel a disarticolare l'Organizzazione per la Liberazione della Palestina che aveva profondamente alterato gli equilibri interni libanesi, assumendo di fatto il controllo del Sud-Libano.

Il piano israeliano non si realizzò compiutamente, anche se Tsahal si spinse fino a Beirut, cingendola d'assedio e cannoneggiandola per distruggere il quartier generale dell'OLP o costringere il movimento palestinese ad arrendersi.
In questo dissestato quadro in cui il governo libanese non aveva alcuna voce in capitolo e le Nazioni Unite non potevano far altro che lanciare inutili richiami alla pace, si verificò il massacro di Sabra e Shatila.
Le proteste di massa in Israele contro la guerra portarono ad accordi di cessate-il-fuoco e all'insediamento della Commissione Kahan, chiamata a investigare sui massacri. La commissione concluse che Israele non era direttamente responsabile di quanto avvenuto ma ufficiali superiori israeliani, come Ariel Sharon e Rafael Eitan, furono in parte ritenuti responsabili di quanto avvenuto. Sebbene Sharon fosse rimosso dalla carica di Ministro della Difesa (ottenendo subito però un altro ministero senza portafoglio), la Commissione non raccomandò che si prendessero misure punitive nei confronti di Eitan.
Ciò nonostante la reputazione di Eitan era distrutta e, anche prescindendo dalle sue responsabilità circa il massacro di Sabra e Shatila, egli divenne il simbolo del fallimento complessivo della guerra in Libano.

## Carriera politica
Dopo il suo congedo dalle forze armate, nell'aprile del 1983, Eitan entrò in politica, fruendo della simpatia che da sempre in Israele è accordata ai sabra.
Eitan fu considerato un conservatore che lottava per una politica di dura repressione nei confronti dei palestinesi. Il 12 aprile 1983 Eitan rilasciò in tale senso dichiarazioni oltranziste anti-palestinesi alla radio israeliana.
Eitan inizialmente si unì al partito "Tehiyah" e fu eletto alla Knesset nel 1984. Più tardi fondò il partito nazionalista "Tzomet". Fu eletto nell'11ª legislatura della Knesset e servì come Ministro dell'Agricoltura tra il 1988 e il 1991. Nella 12ª legislatura della Knesset, Tzomet ottenne un buon successo, conseguendo 8 seggi. Eitan rifiutò di unirsi alla coalizione di Yitzhak Rabin.
Tuttavia Eitan aveva grossi problemi a controllare il suo partito, a causa dell'accentuata tendenza dei deputati di Tzomet di raggiungere le file di altri partiti nella Knesset. Quando Rabin presentò i secondi Accordi di Oslo alla Knesset, riuscì a farli approvare solo grazie al sostegno di Alex Goldfrev e di Gonnen Segev - due membri di Tzomet cui Rabin aveva promesso cariche ministeriali in cambio del loro voto favorevole. Costoro furono più tardi incriminati per reati che nulla avevano comunque a che fare con la vicenda.
Nel 1996, Tzomet si unì al Likud e al Gesher, che vinsero le elezioni generali e che portarono alla carica di Primo Ministro Benjamin Netanyahu. Ad Eitan fu promesso il ministero della Sicurezza Interna, ma un'inchiesta penale contro di lui bloccò la sua nomina. Le indagini infine chiarirono nel 1998 l'evidente estraneità di Eitan alle vicende imputategli e il caso fu chiuso. Nel frattempo Eitan servì come ministro dell'Agricoltura e dell'Ambiente e anche in qualità di vice-Primo Ministro (1998-1999).
Nel 1999 Tzomet non riuscì a guadagnare alcun seggio parlamentare ed Eitan abbandonò la vita politica

## Morte
Il 23 novembre 2004 Eitan arrivò nel porto mediterraneo di Ashdod, dove - secondo fonti giornalistiche israeliane - era impegnato nel progetto di ristrutturazione del porto stesso. Una grande ondata lo spazzò via in mare dal molo foraneo sul quale si trovava e il suo corpo fu ritrovato solo un'ora più tardi dalla Marina Israeliana. Fu dichiarato morto dopo il fallimento degli sforzi miranti a rianimarlo.

## Autobiografia
Fu autore d'un libro autobiografico: A Soldier's Story: The Life and Times of an Israeli War Hero (New York City, SPI Books, 1992, ISBN 1-56171-094-6).